# Notopteris
Notopteris (Gray, 1859) è un genere di pipistrello della famiglia degli Pteropodidi. 

## Descrizione

### Dimensioni
Al genere Notopteris appartengono pipistrelli di medio-piccole dimensioni con la lunghezza della testa e del corpo tra 93 e 110 mm, la lunghezza dell'avambraccio tra 59 e 71,3 mm, la lunghezza della coda tra 43 e 62 mm e un peso fino a 73 g.

### Caratteristiche craniche e dentarie
Il cranio ha un rostro allungato, una scatola cranica rotonda e con la porzione posteriore deflessa, un canale sopra-orbitale lungo e le ossa pre-mascellari superiori ampie I canini sono lunghi, il primo premolare inferiore è insolitamente grande. Negli esemplari adulti l'incisivo interno superiore è spesso deciduo.
Sono caratterizzati dalla seguente formula dentaria:

### Aspetto
La pelliccia è relativamente corta. Le parti dorsali variano dal bruno-olivastro al marrone scuro, mentre quelle ventrali sono più chiare. Il muso è allungato e sottile, gli occhi sono grandi. La lingua è lunga, estensibile e provvista di diverse papille filiformi sulla punta. Le orecchie sono relativamente piccole e arrotondate. Il secondo dito della mano è privo di artiglio, la tibia è molto allungata. Le ali sono attaccate lungo la spina dorsale, dando l'impressione di una schiena priva di peli, in maniera simile all'altro genere di Megachirotteri Dobsonia. La coda è molto lunga e formata da 10 vertebre caudali, mentre l'uropatagio è ridotto ad una membrana lungo le parti interne degli arti inferiori.

## Distribuzione
Il genere è diffuso nella Melanesia.

## Tassonomia
Il genere comprende due specie.
- Notopteris macdonaldi
- Notopteris neocaledonica